# Doleschallia trachelus
Doleschallia trachelus är en fjärilsart som beskrevs av Hans Fruhstorfer 1907. Doleschallia trachelus ingår i släktet Doleschallia och familjen praktfjärilar. Inga underarter finns listade i Catalogue of Life.